# Bangó Margit
Bangó Margit (Vásárosnamény, 1950. április 4. –) Kossuth-díjas magyarcigány előadóművész.

## Élete
Zenészcsaládba született Szabó Margit néven, édesapja cimbalmozott, édesanyja énekelt. 1967-ben, 17 évesen édesanyja biztatására jelentkezett a Magyar Rádió tehetségkutató versenyére, mely után a rádió felvételeket készített vele. Az 1980-as években Horváth Pistával közös műsora volt az állami televízióban. 1985-ben szerepelt az Átok és szerelem című filmben amelyben Punka szerepét formálta meg. Az 1990-es évek elején a 100 Tagú Cigányzenekarral kezdett el fellépni. Fiatalon  ment férjhez, első férje Bangó Lajos volt, de a házasságuk csupán másfél évig tartott; ebből a kapcsolatból született a lánya, Marika. Első férjével történt válása után már nem tudta elhagyni a Bangó nevet, ezzel a névvel, Bangó Lajos mellett, feleségeként, Bangóként lépett be a zenei köztudatba, azóta művésznévként használja. Később újra férjhez ment, tíz évig volt párja Járóka Sándor cigányprímás. Egykoron az ország legfiatalabb nagymamája volt.
2000-ben jelent meg a Benned láttam életemnek minden boldogságát című albuma, melyen a 100 Tagú Cigányzenekar kíséri. 2001-ben jelent meg a Halk zene szól az éjszakában. 2004-ben adták ki a Felnézek a nagy égre című lemezét. 2007-ben jelent meg a Két gitár című album, melyen Rigó Mónika is szerepelt. 2008-ban Mulatok, mert jól érzem magam címmel jelent meg lemeze.

## Diszkográfia

### CD
- Voor Jan Cremer (1990)
- Kék nefelejcs, el ne felejts – Evergreens
- Legkedvesebb cigánydalaim
- Benned láttam életemnek minden boldogságát
- Kik is a cigányok
- Mulassatok cigányok
- Reggelig csak mulatunk...
- Halk zenével gyógyítom a lelkem
- Benned láttam életemnek minden boldogságát (2000)
- Halk zene szól az éjszakában (2001)
- A szeretet dalai (2002)
- Felnézek a nagy égre (2004)
- Két gitár (2007)
- Mulatok, mert jól érzem magam (2008)
- 40 év – jubileumi koncert (2009)
- Minden nap, minden éjszakán (2010)
- Gipsy Mediterrán  (2016)

### DVD
- Sej, haj cigányélet
- 40 év – jubileumi koncert (2009)

## Szakácskönyvei
- Határtalan lakoma – Tradicionális magyar, roma és erdélyi ételek (2009)
- Édes pillanatok – Saját receptek és hagyományos finomságok (2010) + CD
- Ünnepi ízek; interjú Rozsonits Tamás; EMI Zenei Kft., Bp., 2010
- Vadat, halat s mi jó falat; Universal Music, Bp., 2011

## Díjai, elismerései
- 1994: Japán nagyművészek díja
- 1994: Magyar Köztársasági Arany Érdemkereszt
- 2000: Vásárosnamény díszpolgára
- 2000: Magyar Örökség díj
- 2004: A Magyar Köztársasági Érdemrend lovagkeresztje (polgári tagozat)
- 2006: Kossuth-díj
- 2010: Fonogram díj – Az év hazai szórakoztató zenei albuma
- 2011: Magyar Toleranciadíj
- 2017: Versend díszpolgára
- 2018: Dankó Pista-díj[5]
- Lyra-díj[6]